# Château de Saint-Ouen (Vosges)
Pour les articles homonymes, voir Château de Saint-Ouen.
Le château de Saint-Ouen est un château de la commune de Saint-Ouen-lès-Parey à l'ouest du département des Vosges en région Lorraine. 

## Histoire
Manoir des XVIe et XVIIe siècles, il appartient aux sires de l'Espine puis aux comtes de Lavaulx qui y résident à la belle saison. En 1775, il passe par mariage au baron Canon de Ville, un ancien capitaine de l'empereur du Saint-Empire. Ce dernier ayant refusé en 1791 d'enlever les armoiries surmontant la grille d'entrée, les habitants du village viennent les abattre avec la protection de la milice armée.

## Description
Le château, de forme carrée, est flanquée de quatre tours carrées également à ses quatre angles. Haut d'un étage, il allie la simplicité à la sobriété.
L'intérieur porte la marque des aménagements réalisées à la veille de la Révolution française. Au rez-de-chaussée, un grand vestibule est surplombé par une vaste loggia dont la balustrade sert d'appui à six colonnes corinthiennes soutenant le plafond. La salle à manger est entièrement lambrissée et ses fenêtres donnent sur le parc à l'arrière de l'édifice. A l'étage, les chambres sont ornées de belles boiseries, avec pour certaines d'entre elles, des médaillons peints et des dessus de portes.
À proximité du château à l'est se trouve l'église de la Sainte-Trinité où sont enterrés les seigneurs du village. On peut y voir notamment le mémorial d'Hector de l'Epine.

## Source
- Jean-François Michel, Châteaux des Vosges, Nouvelles Éditions latines  (ISBN 2-7233-0039-0)